# Білоус Петро Васильович
Петро Васильович Білоус (нар. 13 жовтня 1953, с. Никонівка Бердичівський район Житомирська область) — український літературознавець, письменник, доктор філологічних наук, професор.

## Життєпис
Освіту здобував у Никонівській восьмирічній та Половецькій середній школах (1961—1971 роки). 1971 року вступив на філологічний факультет Житомирського педагогічного інституту імені Івана Франка, де за чотири роки здобув фах учителя української мови та літератури. У студентські роки нагороджений медаллю «За трудову відзнаку» (1973 р.). З 1975 року працював на кафедрі української літератури цього ж навчального закладу (тепер — університет). Упродовж 1977—1981 років навчався в аспірантурі Інституту літератури імені Т. Г. Шевченка АН України. 5 березня 1982 року захистив кандидатську дисертацію на тему «Просвітницько-гуманістичні ідеї першої половини XVIII століття і творчість В. Григоровича-Барського». 1988 року П. Білоусу присуджено звання доцента. 1998 року П. Білоус захистив докторську дисертацію «Паломницька проза в історії української літератури». З 1999 року Петро Білоус — відмінник освіти України, а 2001 року науковцю присвоєно вчене звання професора. Лауреат обласних літературних премій імені Лесі Українки, Бориса Тена і Василя Земляка. 30 червня 2020 року припинив трудову діяльність у Житомирському державному університеті імені Івана Франка.
З жовтня 2020 року працює на посаді професора кафедри філології Комунального закладу вищої освіти «Луцький педагогічний коледж» Волинської обласної ради.

## Навчальна та наукова діяльність
За час роботи на кафедрі української літератури викладав такі навчальні курси: історія української літератури, українська усна народна творчість, вступ до літературознавства, теорія літератури, історія української книги, історія українського мистецтва, історія української літературної критики, газетно-журнальне редагування, теорія журналістики, видавнича справа, спецкурси — «Українська міфологія», «Психологія літературної творчості», «Сучасний літературний процес».
Автор понад 350 наукових публікацій (з них — 3-томне видання вибраних студій «Літературна медієвістика», 23 монографії, 38 навчальних посібників для студентів та вчителів, решта — статті в українських та закордонних виданнях). Під керівництвом професора захищено 23 кандидатські  та 2 докторські дисертації з української літератури. Наукову діяльність П. Білоус поєднує із художньою творчістю. Він — автор 15 поетичних збірок, 22 прозових книг, засновник і редактор літературного часопису «Філео+Логос», що видається в Навчально-науковому інституті філології та журналістики, упорядник альманахів та збірок молодих літераторів. Учений бере активну участь у науковому, краєзнавчому та культурному житті області та всієї України. Лауреат обласних лтературних премій імені Лесі Українки, Бориса Тена, Василя Земляка. Нагороджений медаллю "За трудову відзнаку" та почесними знаками МОН України "Відмінник освіти України", "За наукові досягнення".

## Праці
Ряд праць П. Білоуса присвячено питанням української фольклористики та краєзнавства:
- Білоус П. В. Українська міфологія. Навчальні матеріали / П. В. Білоус. — Житомир, 1996. — 32 с.;
- Легенди поліського краю: збірник / упоряд., літ. ред., післямова П. В. Білоуса. — Житомир, 1998. — 160 с.;
- Топонімічні легенди Житомирщини: збірник / упоряд. і передмова П. В. Білоуса. — Житомир, 1998. — 73 с.;
- Білоус П. В. Фольклорна практика: методичні рекомендації / П. В. Білоус. — Житомир, 1999. — 24 с.;
- Білоус П. В. Флора Житомирщини у легендах / П. В. Білоус // Цікава ботаніка. — Житомир, 1999. — С. 187—190;
- Білоус П. В. Легенди про найдавніші назви міст і сіл Житомирщини / П. В. Білоус // Житомирщина на зламі тисячоліть. — Т. 21. — Житомир, 2000. — С. 294—296;
- Білоус П. В. Коростенська трагедія Х ст.: міфо-епічний контекст / П. В. Білоус // Волинь-Житомирщина: історико-філологічний зб. — Житомир, 2000. — № 4. — С. 4—42;
- Білоус П. В. Поліське весілля: Дослідження, матеріали / П. В. Білоус. — Житомир, 2002. — 60 с.;
- Білоус П. В. Давньоукраїнська література і фольклор: проблема художнього коду. Монографія. — Житомир, 2006. — 110 с.

### Літературознавство
- Білоус П. В. Творчість В. Григоровича-Барського: монографія. — К.: Наукова думка, 1985. — 246 с.
- Білоус П. В. Паломницький жанр в історії української літератури: монографія. — Житомир, 1997. — 160 с.
- Білоус П. В. Українська паломницька проза: монографія. — К., 1998. — 128 с.
- Білоус П. В. Зародження української літератури: монографія. — Житомир, 2001. — 96 с.
- Білоус П. В. Світло зниклих світів: зб. статей. — Житомир, 2003.
- Білоус П. В. Актуальні питання української літературної медієвістики: монографія. — Житомир, 2009. — 248 с.
- Білоус П. В. Літературна медієвістика. Вибрані студії: у 3-х томах. — Житомир, 2011—2012.
- Білоус П. В. Тяжіння Святої Землі: українська паломницька проза. — К.: Академія, 2013.
- Білоус П. В. Віра Тараса Шевченка: монографія. — Житомир, 2014. — 184 с.
- Білоус П. В. Українська середньовічна література: монографія. — Житомир, 2015. — 584 с.
- Білоус П. В. Тринадцяте століття. Епізод з історії української літератури: монографія. — Житомир, 2016. — 180 с.
- Білоус П. В. Слово і канон: студії з літературної медієвістики. — Житомир, 2017. — 392 с.
- Білоус П. В. Технологія літературної творчості: монографія. — Житомир, 2017. — 216 с.
- Білоус П. В. Давня українська література. Пасеїстичні есеї. Вибране. — Житомир, 2017. — 256 с.
- Білоус П. В. (у співавт.). Християнська символіка в українській середньовічній літературі. — Житомир, 2018. — 220 с.
- Білоус П. В. Філософія літературної творчості. — Житомир, 2018. — 192 с.
- Білоус П. В. (у співавт.). Демонізація української міфології: монографія. — Житомир, 2019. — 208 с.
- Білоус П. В. Давнє і недавнє. Статті про українську літературу. — Житомир, 2019. — 384 с.
- Білоус П. В. Походження української літератури: міфи, історія, джерела. — Житомир, 2021. — 276 с.
- Білоус П. В. Василь Григорович-Барський: життя як мандрівка. — Київ, 2021. — 220 с.

### Навчальні посібники (підручники)
- Білоус П. В. Історія української літератури ХІ — XVIII ст. — К.: Академія, 2009. — 424 с.
- Білоус П. В. Вступ до літературознавства. — К.: Академія, 2011. — 322 с.
- Білоус П. В. Теорія літератури. — К.: Академія, 2013. — 328 с.
- Білоус П. В. Психологія літературної творчості. — К.: Академія, 2014. — 216 с.
- Білоус П. В. Інтерпретація літературного твору. — Житомир, 2017. — 304 с.
- Українська література ХІ — XVIII ст. Хрестоматія / за ред. П. В. Білоуса. — К.: Академія, 2011.
- Давня українська література. Словник-довідник / за ред. П. В. Білоуса. — К.: Академія, 2015.

Художні твори (поезія, проза)
- Поетичні книги: "Любов'ю - за любов" (1997), "Преображення" (1999), "Отже..." (2001), "Витоки повернень" (2002), "Троянди на десерт" (2002), "Інший" (2003), "Неперервна поезія" (2006), "Роса на камінь" (2007), "Теорія лабіринту" (2008), "Осоння" (2009), "Таємна сторожа" (2010), "ПриСутність" (2011), "Письмена на піску" (2011), "Назавжди обраний час" (2012), "Минає все" (2013).
- Прозові книги (повісті і романи): "Гибле місце" (2002), "Незвичайна подорож" (2008), "Місто на горі" (2008), "Мінус 55" (2008), "Життя після кохання" (2012), "Солома" (2016), "Моя мандрівка на Афон" (2016), "Імітація" (2017), "Житомирські підземелля" (2019), "Діагноз" (2019), "Блуд" (2021), "Університет суворого режиму" (2022), "Клуб мертвих поетів" (2022), "Несправжня Вікторія" (2022), "Юдоль" (2022), "Житомирська відьма" (2023), "Потонулий човен" (2023), "Коріння і крона" (2023), "Гороскоп для буржуя" (2023), "Університет суворого режиму-2" (2023), "Міст самогубців" (2024), "Секретар, або Житомирський скарб" (2024), "Житомирський апокриф" (2024), "Список підозрюваних" (2025).

### Переклади
- Мандри Василя Григоровича-Барського по країнах Сходу з 1723 по 1747 рік / переклад з давньоукраїнської мови П. Білоуса. — К.: Основи, 2000. — 786 с.
- Мандри Василя Григоровича-Барського на Святу Гору Афон / переклад з давньоукраїнської мови П. Білоуса — К.: АДЕФ-Україна, 2018. — 376 с.

### Статті
- Читаючи Дмитра Лихачова // Слово і час. № 5, 2011